# Pinus remota
Pinus remota es un árbol que pertenece a la familia de las pináceas, género Pinus y es natural de Estados Unidos y el norte de México. Esta especie está muy relacionada con Pinus cembroides y Pinus edulis. Fue descrita por primera vez en el año 1966 por el botánico estadounidense Elbert L. Little que la diferenció de Pinus cembroides. A veces se la considera solamente como una variedad de este último y recibe el nombre de Pinus cembroides variedad remota.

## Distribución
En Estados Unidos se encuentra en el sector oeste del estado de Texas, en el borde sur de la Meseta de Edwards  y en las colinas situadas entre las localidades de Fort Stockton y Presidio (Texas). En México, principalmente en Coahuila, también en Chihuahua y Nuevo León. En la Meseta de Edwars crece a altitudes de entre 450 y 700 metros, mientras que en otras regiones su territorio se encuentra entre los 1200 y 1800 metros de altitud.

## Descripción
El tronco alcanza una altura de entre 3 y 10 metros y alrededor de 40 cm de diámetro. Las hojas son acículas que forman grupos de dos o tres unidades, principalmente dos y miden de 3 y 5 cm.
Las piñas miden de 4-6 cm y contienen piñones comestibles de 10 mm longitud que poseen una cáscara muy fina.

## Taxonomía
Pinus remota fue descrita por (Pall.) Regel  y publicado en Phytologia 44: 129. 1979.
Etimología
Pinus: nombre genérico dado en latín al pino.
remota: epíteto latino que significa "distante".
Sinonimia
- Pinus catarinae Passini
- Pinus cembroides var. remota Little[5][6]